# Пленники астероида
«Пле́нники астеро́ида» — фантастическая повесть, изданная Киром Булычёвым в 1981 году. В центре сюжета — Алиса Селезнёва, капитан «Арбата» и работник Института Времени Полина Метёлкина, робот Поликарп и японский мальчик Юдзо. Книга иллюстрирована Евгением Мигуновым.

## История написания
В 1979–1980 годах Кир Булычёв занимался сценарием советско-японского мультфильма по мотивам «Пятнадцатилетнего капитана» Жюля Верна. Были написаны два варианта: реалистический, о моряках, и фантастический, про космонавтов, которые попадают в плен к роботам. Фильм так и не был снят, но Булычёв использовал идею в будущей повести.
В газете «Пионерская правда» с апреля по июль 1981 года вышли 7 выпусков коллективной фантастической повести-буриме «Ловушка», которую писали сами школьники-читатели, а Кир Булычёв компилировал их письма в единый сюжет, выступая как редактор. Повесть начиналась со слов: «В 2246 году на Ганимеде строилась крупнейшая обсерватория. В июне туда должен был отправиться Сергей Климов — космический монтажник высшего класса…»
Позже, в 1984 Булычёв полностью переписал повесть и издал новый вариант уже под названием «Пленники астероида». В новой версии вместо мальчика Димы главной героиней стала Алиса Селезнёва.

## Сюжет
Алиса, сотрудник Института Времени Полина Метёлкина и старый робот-разведчик Посейдон летят на разведботе «Арбат» к астероиду Паллада, чтобы завезти туда Алису к маме на каникулы по пути на Плутон. Посейдон замечает неизвестный корабль, оказавшийся учебным катером. На катере герои находят ослабевшего от голода мальчика Юдзо Комуру, который угнал катер в отчаянной попытке найти пропавшего без вести отца, профессора геологии Такео Комуру. Корабль Комуры «Сакура» пропал в поясе астероидов. Посейдон вспоминает про несколько пропавших недавно кораблей.
«Арбат» пролетает мимо странного чёрного астероида, который притягивает корабль. Полина выходит наружу, чтобы исследовать астероид, на котором, по всей видимости, находится генератор искусственной гравитации. На поверхности земляне обнаруживают множество погибших кораблей, в том числе недавно пропавшие «Робинзон», «Громкий смех» и «Сакура». Полина отправляется на «Сакуру» и с удивлением сообщает, что вся она ободрана. Появляется толпа неизвестных человекообразных существ, которые нападают на Полину и бросившегося ей на помощь Посейдона и уволакивают их внутрь астероида. Другой отряд неизвестных врывается в «Арбат» и тоже обдирает его, не заметив детей, спрятавшихся в тайнике.
Юдзо и Алиса покидают искалеченный разведбот и, следя за бандитами, попадают внутрь астероида, находя там шлюзовую камеру и пригодные для жизни условия. Они натыкаются на Посейдона, который расправился с тащившими его бандитами, все они оказались роботами. В глубинах астероида герои находят странных человечков, буквально впавших в детство. Юдзо находит карандаш отца, теряет самоконтроль, и его захватывают роботы. Посейдон и Алиса скрываются с помощью старика, которым оказывается профессор Комура. Он проводит гостей в своё тайное убежище и рассказывает, что астероид был превращён в своеобразный космический корабль, запущенный в космос для колонизации другой планеты. Однако планета, цель путешествия, оказалась непригодной к жизни, и полёт затянулся. Люди (ашиклеки) на борту деградировали, всем стали управлять роботы во главе с главным роботом Хозяином. Роботы захватывали попавшиеся им корабли, а их пассажиров отдавали ледяному дракону, живущему в бездне астероида, на потеху ашиклекам. Комуре единственному чудом удалось бежать на пути к бездне, теперь он влачит жалкое существование, скрываясь от роботов и питаясь объедками ашиклеков.
Тем временем, Полина пытается с помощью советов Такео Комуры бежать из камеры. Хозяин предлагает ей сотрудничество, но она отказывается, вызывая гнев верховного робота. К ней бросают Юдзо. Мальчик по глупости выдаёт, что отец находится на астероиде, и Хозяин приказывает провести повальный обыск. Роботы ведут Полину, Юдзо и пойманного Посейдона к ледяной бездне. Они уменьшают силу тяготения, ледяной дракон поднимает бесчисленные когтистые щупальца, чтобы утащить своих жертв в бездну. Разозлённая Алиса, проникшая с профессором в зрительный зал, угрожает Хозяину разбить стеклянную стену, что неминуемо погубит ашиклеков, не имеющих скафандров. Хозяин соглашается, но вступив в перебранку с Посейдоном, вызывает его на смертельный бой. Посейдон одерживает победу, Хозяин подчиняется требованиям землян. Комура убеждает его лететь к Марсу, поскольку системы астероида выходят из строя, а ашиклеки деградируют и вымирают. Земляне высаживаются на астероиде и забирают ашиклеков.

## Персонажи
- Алиса Селезнёва — главная героиня всего цикла. В повести непоседливая гостья из будущего является главным спасителем экипажа «Арбата» — разрабатывает план, который помогает ей спасти пленников астероида — Полину и Юдзо. Также Алиса много на что решается, в том числе ей удаётся уговорить Юдзо тоже следовать за бандитами.
- Юдзо — мальчик из Японии. Угнал учебный катер ради спасения своего отца. Первый и единственный раз появляется в этой повести. Больше о Юдзо ничего неизвестно.
- Посейдон — робот, частично управляющий «Арбатом». Упрекал Юдзо за угон учебного катера. Очень умный, читает через микроленты.
- Полина Метёлкина — в фильме «Гостья из будущего» исполняет роль работника Института Времени. Здесь девушка — капитан бывшего разведбота «Арбата».
- Профессор Комура — отец Юдзо. Несколько месяцев прятался в подвале астероида, о котором роботы-бандиты ничего не знают. Подсказывал Полине путь к выходу, а самому ему удалось сбежать во время собрания пленников у ледяного обрыва.
- Роботы и ашиклеки — жители астероида. Роботы хватают в плен всех подряд, делая их жертвами ледяного дракона. Ашиклеки — люди, которые обленились после появления роботов и стали дикими, агрессивными.